# Épitomé
Ne doit pas être confondu avec Épithalame.
Un épitomé (ἐπιτομή / épitomé, dérivé du grec ancien ἐπιτέμνειν / epitemnein, « abréger ») est le condensé d'un écrit ancien, généralement d'une œuvre de grande ampleur. Le terme de periochae est proche. Il se distingue d'un résumé par le fait que ce dernier est produit à partir de citations d'un travail plus grand, alors que l'épitomé est une œuvre à part entière faisant intervenir, au moins en partie, un travail inédit.

## Histoire
Plusieurs écrits de la Grèce et de la Rome antique n'ont survécu que sous forme d'épitomé. Une des causes des pertes de la littérature grecque et latine est que les abrégés supplantèrent en intérêt les œuvres originales qui furent ensuite délaissées. Les auteurs des ouvrages, surtout historiques, fournissaient une version abrégée de leurs travaux (« autoépitomateur »), se diffusant plus facilement comme Varron pour ses Hebdomades, Lactance pour ses Institutions divines ou Julius Paris). Et certains auteurs postérieurs, les « épitomateurs », écrivaient des versions allégées des travaux classiques, qui ont été ensuite perdus. 
Les écrits ayant traversé les âges sous forme d'épitomé se distinguent de ceux que l'on retrouve sous forme de fragments disséminés dans des œuvres postérieures ainsi que de ceux utilisés comme sources non officielles par les académiciens. Contrairement à ces derniers, un épitomé forme un document entier.
Les periochae (terme latin transcrit d’après le grec περιοχή, « sommaire indiquant le contenu », dont l'équivalent latin est comprehendo) sont souvent assimilées aux épitomés. Une periocha abrège une œuvre selon l'unité de division (chapitre ou livre), en s'en tenant à ce découpage, elle se distingue de l'épitomé et du Breviarium qui concernent des récits rédigés plus ou moins suivis, comme Eutrope ou Justin.

## Antiquité
Les épitomés apparaissent au IVe siècle av. J.-C. dans la Grèce antique (les catalogues de Diogène Laërce dans les Vies, doctrines et sentences des philosophes illustres) et au Ier siècle av. J.-C. sous la république romaine . Elles mettaient à disposition des lecteurs des versions plus accessibles de textes historiques volumineux, condensant le savoir à l'essentiel à connaître.
- Florus rédige un Abrégé de l'histoire romaine depuis Romulus jusqu'à Auguste en quatre livres, probablement à partir de l'Histoire romaine de Tite-Live, et d'autres auteurs.
- Cetius Faventinus fit un abrégé du traité De architectura de Vitruve pour les travaux privés.
- Justin est l'auteur d'un Abrégé des histoires philippiques (Epitoma Historiarum Philippicarum) de Trogue Pompée[3].
- Marcus Junius Brutus abrégea les écrits de Fannius, de Coelius Antipater et Polybe selon Plutarque et Cicéron[2].
- L'Épitomé de Cæsaribus, dont l'auteur est inconnu, condense le Livre des Césars d'Aurelius Victor.
- Les épitomés de Julius Paris et Januarius Nepotianus, deux professeurs du IVe siècle et principaux abréviateurs des Facta et dicta memorabilia de Valère Maxime[3].
- L'épitomé du livre IV de Bibliothèque du Pseudo-Apollodore, permet de reconstituer la fin du traité, mutilé.
- L'Épitomé de Julien, sur les lois de Justinien.
- L'Épitomé d'Athanase.
- Les Florides d'Apulée.
- L'abrégé de la Grammaire de Saint Augustin.
- L'Art du discours politique.
- Plusieurs traités de rhétorique selon Quintilien (II, 13).

Plusieurs abrégés furent spécifiquement caractérisés comme periochae.
- L'abrégé de l'Ab Urbe condita libri de Tite-Live, les plus notables. Néanmoins, bon nombre de manuscrits parlent de Breviarium ou d’épitomé. Ce sont les seules periochae parvenues pour une œuvre historique[2] ;
- Ménandre, pièces résumées par un grammairien nommé Sellios ou Sillios, les periochae cependant sont fragmentaires[4] ;
- Ausone pour l'Iliade et l'Odyssée d'Homère, en prose, bien que la paternité soit contestée, les savants attribuant plutôt les résumés à Fulgence[5] ou à un auteur anonyme ;
- Sulpice Apollinaire pour les pièces de Térence.

## Moyen Âge
- Épitomé historion de Jean Zonaras.

## Ère moderne
Des épitomés sont encore réalisés de nos jours dans le but de rendre accessible un corpus de travaux classiques jugés denses et lourds, inaccessibles au profane.
Certains d'entre eux sont plus proches du résumé, comme certaines versions de l’Histoire de la décadence et de la chute de l'Empire romain d'Edward Gibbon, composées de huit livres totalisant environ 3 600 pages souvent publiées en un livre d'environ 1 200 pages.
D'autres se rapprochent des anciens épitomés, tels ceux basés sur la Somme théologique de Thomas d'Aquin et ceux présentant la philosophie aristotélicienne. On peut penser aux  collections Que sais-je ?, … pour les nuls, Guide de…, Sélection du Reader's Digest …

## Dans la culture
Dans le film américain de Tim Burton sorti en 2010 Alice au pays des merveilles, la chenille Absolem dévoile à Alice l'acte prophétique de la défaite du Jabberwocky consigné dans un épitomé.